# Síndrome del ácido valproico fetal
El síndrome del ácido valproico fetal o embriopatía por ácido valproico es un conjunto de malformaciones congénitas presentes en un feto por exposición durante el primer trimestre del embarazo al ácido valproico, fundamentalmente defectos del tubo neural, por ejemplo, espina bífida, anomalías cardiovasculares congénitas, anomalías genitales, por ejemplo, hipospadias, o defectos en los dedos de los pies.

## Patogenia
Está bien documentado que el ácido valproico o valproato es un teratógeno. Varios factores contribuyen a la teratogenicidad del ácido valproico. Estos incluyen el número de fármacos que se administran conjuntamente con el valproato, la dosis del fármaco, las diferencias entre el metabolismo materno e infantil, y la edad gestacional del feto para el momento de la exposición. Además, los estudios han sugerido que la epilepsia en la madre podría ser teratogénico en y por sí misma. Los bebés de madres epilépticas son particularmente propensos a tales defectos de nacimiento. De mayor preocupación es la posibilidad de teratogénesis debido a la exposición a los medicamentos anticonvulsivantes. Por regla general, suelen causar algunos patrones teratogénicos específicos de defectos congénitos. 